# HIV/AIDS에 대한 오해
HIV/AIDS의 확산은 전세계 수백만 명의 사람들에게 영향을 미쳤다. 에이즈(AIDS)는 범유행으로 간주된다. 세계보건기구(World Health Organization, WHO)가 발표한 자료에 따르면 2008년도에 전 서계에서 HIV/AIDS 감염자는 3천 3백 4십만명이며, 신규 감염자는 2백 7십만명이며, 에이즈로 인한 사망자는 2백만명이다. 유엔 에이즈 합동 계획(영어 : Joint United Nations Programme on HIV/AIDS, UNAIDS)에서 발표한 자료에서는 2020년에 전 세계 HIV 감염자는 3천 7백 6십만명이며, 매년 1백 5십만명이 HIV에 새롭게 감염되고 있으며, 6십 9만명이 에이즈 연관 질환으로 사망한다고 한다. HIV와 AIDS에 대한 오해는 다음과 같은 여러 다양한 원천에서 비롯된다. HIV 감염 및 에이즈 원인과 관련된 과학적인 지식에 대한 단순한 무지와 잘못된 이해 뿐만 아니라 HIV 감염과 에이즈 전파 간의 인과관계를 부정하는 입장을 가진 개인과 단체들이 생산한 잘못된 정보들이 HIV와 에이즈에 대한 오해를 낳았다. 다음의 내용은 HIV/AIDS와 관련된 오해들과 이 오해들에 대한 반박을 다루고 있다.

## HIV와 에이즈 사이의 관계

### 오해: HIV는 에이즈와 동일한 것이다.
HIV는 인간면역결핍 바이러스(영어 : human Immunodeficiency virus, HIV)의 앞글자를 모아 만들어진 용어이다. 이 바이러스는 후천면역결핍증후군(에이즈, 영어 : acquired immunodeficiency syndrome, 에이즈)를 일으킬 수 있다. HIV에 감염되면 에이즈 또는 단계 3 HIV(Stage 3 HIV)로 발전될 수 있는데, 이때에 인간의 면역체계는 심각하게 손상된다. HIV 바이러스는 에이즈를 유발하는 원인균이지만, 모든 HIV-양성자가 에이즈에 해당하는 것은 아니다. 왜냐하면 HIV는 수년동안의 잠복기를 갖기 때문이다. 만약 HIV에 감염된 것이 진단되지 않거나 치료 받지 않은 채 방치한다면, HIV는 대부분 에이즈를 유발하게 된다. 에이즈는 CD4+ 림프구의 개수가 200개/μl 이하이거나 HIV 감염과 함께 에이즈로 인한 기회감염을 함께 갖고 있는 경우를 의미한다. 현재 HIV를 근본적으로 제거하는 치료법은 존재하지 않는다. 그러나 병의 진행을 늦추거나 증상을 완화 시킬 수 있는 방법은 존재한다. 또한 HIV의 전파를 차단할 수도 있다. HIV를 치료하는 것은 새로운 감염을 막을 수 있으며 이는 에이즈를 궁극적으로 퇴치하는 데 있어 중요하다.

## 치료

### 치료

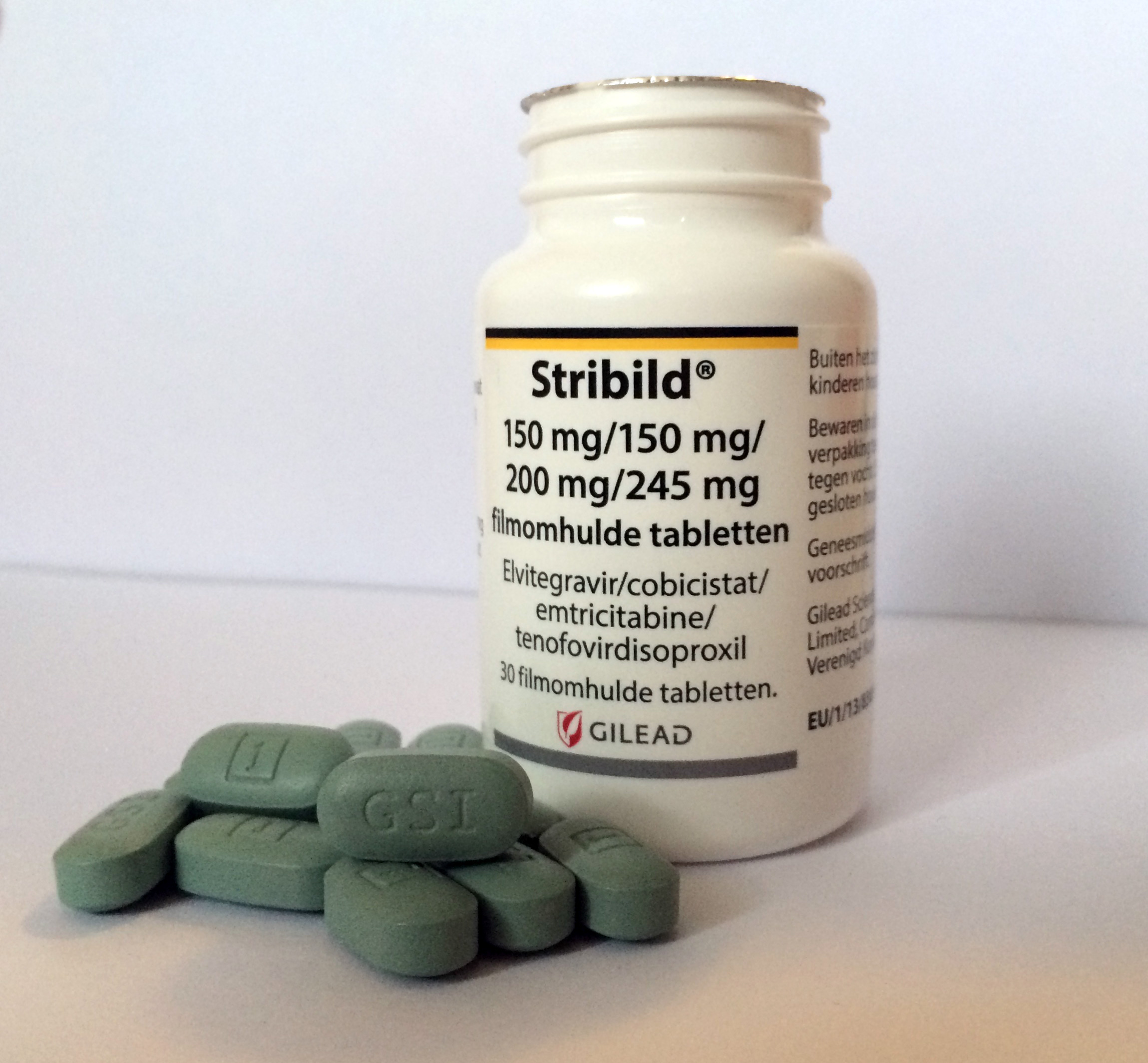
HIV를 치료하는데 사용되는 스트리빌드 정제를 담고 있는 알약통. 스트리빌드는 테노포비르 디소프록실, 엠트리시타빈, 엘비테그라비르, 코비시스타트를 포함하는 복합제제이다.

강력 항레트로바이러스 요법(Highly Active Anti-Retrovial Therapy, HAART 많은 경우에서 환자의 증상을 안정화시키며, CD4+ T세포 숫자를 부분적으로 회복시키며, 혈액 속 바이러스의 수를 감소시키거나 거의 검출이 되지 않을 정도까지 줄여 바이러스혈증(혈액 속의 바이러스의 숫자)을 완화한다. 질병 특이적 약은 에이즈의 증상을 완화할 뿐만 아니라 몇몇의 경우에는 에이즈 특이적 조건을 근본적으로 치료하기도 한다. 의학적 치료를 받는 경우, 많은 경우에 있어서 HIV에 감염되더라도 계속해서 생존이 가능한 만성적인 상태로 살아갈 수 있다. 그러나 이러한 발전이 완치를 의미하는 것은 아니다. 왜냐하면 현시점에서 체내에서 잠복해있는 HIV를 완전히 없앨 수 있는 치료법은 존재하지 않기 때문이다.
만약 치료가 중단되거나, 치료에 대한 순응이 일관적이지 않거나, 또는 바이러스가 자발적으로 치료법에 저항성을 띠도록 변화될 경우 높은 농도의 HIV-1(HAART-저항성)으로 발달한다. 노출후 예방요법(post-exposure prophylaxis)이라고 알려진 항바이러스치료가 HIV에 노출된 후 72시간 이내에 이뤄질 경우 HIV에 감염되는 확률을 감소시킬 수 있다. 이러한 문제는 낮은 바이러스혈증을 나타내는 HIV 양성 개인이 다른 사람을 감염시킬 확률이 낮을지라도 여전히 바이러스가 전파될 수 있음을 의미한다. 게다가 HAART 치료를 받고 있는 사람들도 여전히 아플 수 있다.

### 오해: 관계를 가지지 않은 처녀와의 성교는 에이즈를 완치할 수 있다.
성관계를 가지지 않은 처녀(숫처녀)와 성교할 경우 에이즈를 완치할 수 있다는 미신이 남아프리카공화국에 널리 퍼져있다. HIV에 감염되지 않은 숫처녀와의 성교는 HIV에 감염된 사람을 완치하지 않으며, 이러한 접촉은 HIV에 감염되지 않은 개인을 HIV에 노출시켜 질병이 확산되도록 할 위험이 있다. 이러한 미신은 남아프리카공화국에서 영아를 강간하는 것을 포함하여 성적 학대와 아동 성추행을 일으키는 원인이 되어 매우 악명이 높다.

### 오해: HIV 항체 검사는 신뢰할 수 없다
항체 검사를 이용하여 감염 여부를 진단하는 방법은 의료계에서 널리 이용되는 잘 확립된 방법이다. HIV 항체 검사의 성능은 민감도(질병을 가진 사람을 검사하였을 때 양성으로 검사 결과가 나타나는 진단 검사의 능력)와 특이도(질환을 가지지 않은 사람을 검사하였을 때 음성으로 검사 결과가 나타나는 진단 검사의 능력) 양 측면에서 다른 감염성 질환 검사의 성능을 능가한다. 현재 시행되는 많은 HIV 항체 검사는 민감도와 특이도가 96% 이상으로 매우 신뢰할 만한 검사이다. 대부분의 HIV 감염자들은 HIV에 감염되고 나서 6주가 지난 이후에 항체 반응을 나타내지만, 항체미검출기간은 개인마다 다를 수 있으며 어떤 경우에는 3개월까지 걸리기도 한다.
검사 방법이 발달하면서 혈액과 세포 내에서 바이러스 유전 물질, 항원 뿐만 아니라 바이러스 자체를 검출하는 가능해졌다. 이러한 검사는 비용이 비싸고 특수한 실험장비를 필요로 한다는 점 때문에 일반적인 검사 방식으로 이용되고 있지는 않다. 그러나 이러한 검사는 직접적으로 바이러스 감염 유무를 판단하기 때문에 간접적으로 감염 유무를 판단하는 항체 검사의 결과가 올바른지 판단하는데 이용되고 있다.
HIV 항체 검사 결과 양성으로 나오는 경우, 대개 재검사를 하거나 항원, 바이러스 유전물질 및 바이러스 자체를 탐지하는 검사를 시행하여 감염이 확실한지 여부를 판단하게 된다.

## HIV 감염

급성 HIV 감염 증상

에이즈의 증상

### 오해: HIV는 HIV 감염자와의 일상적인 접촉을 통해서도 전파된다.
HIV는 사회적 환경, 학교, 또는 직장에서 일어나는 일상적인 접촉을 통해서는 전파되지 않는다. 또한 HIV는 악수, 포옹, 혀 또는 침을 동반하지 않는 "건조한" 키스, 같은 화장실을 사용하는 것, 같은 물잔을 사용하는 것, 감염자의 기침과 콧물에 노출되는 것을 통해서도 전파되지 않는다. 침에는 매우 적은 숫자의 바이러스가 존재하므로 입을 벌린 상태에서 하는 키스를 통해서 감염될 확률은 낮은 편이다. 그러나 만약 감염된 상대방 또는 두 사람 모두 상처, 열린상처, 치주염 등으로 입속에 혈액이 있는 경우에는 키스를 통해 감염될 위험이 증가한다. 미국 질병통제예방센터(CDC; Centers for Disease Control and Prevention)에는 HIV가 키스를 통해서 전파된 사례가 한 번 기록되어 있다. 이 사례에서 심한 치주염을 앓고 있는 HIV 감염자와 또한 심한 치주염을 앓고 있는 성교 상대방 사이에서 HIV가 키스를 통해 전파되었다. HIV와 성 건강과 관련된 자선단체인 Terrence Higgins Trust는 이것이 위험성이 없는 상황이라고 말했다.
개인 간 전파가 일어날 수 있는 이론상의 상호작용으로 코피를 치료하는 것과 재택에서 건강 관리를 하는 것이 있다. 그러나 이러한 방식으로 전파가 일어난 사례를 매우 드물다. 무는 것을 통해서 전파가 일어난 소수의 사례가 존재하지만 이 또한 매우 드물다.

### 오해: HIV 양성 개인은 외양으로 알 수 있다.
에이즈 환자의 모습을 그린 매체 이미지로 인해 많은 사람들은 HIV에 감염된 개인이 항상 특정한 모습을 보이거나 적어도 감염되지 않은 건강한 사람과는 다른 외양을 나타낼 것이라고 믿는다. 그러나 증상이 나타나기 전까지 질병의 진행은 매우 오랜 기간에 걸쳐 일어난다. 그러므로 HIV 감염은 겉모습으로 판단될 수 없다.

### 오해: HIV는 구강성교를 통해서는 전파될 수 없다.
구강성교를 통해서 HIV에 감염될 수 있다. 그러나 그 확률은 항문 성교나 성기-질 성교에 비교하면 낮다. 수용성 구강성교를 하는 8956 명을 표본집단으로 한 연구에서 구강성교를 통해 HIV가 전파된 것은 관찰되지 않았다.

### 오해: HIV는 모기를 통해 전파될 수 있다.
모기가 사람을 물었을 때, 모기는 이전에 문 사람의 피를 다른 사람의 체내에 주입하지 않는다. 그러나 모기는 자신의 침을 사람 체내에 주입한다. 모기의 침에는 댕기열, 말라리아, 황열을 유발하는 물질 또는 웨스트 나일 바이러스를 포함할 수 있기 때문에 모기에 물린 사람은 이러한 질병에 걸릴 수 있다. 그러나 HIV는 이러한 방식으로 전파되지는 않는다. 한편으로 모기의 내장에는 HIV에 감염된 혈액이 있을 수 있으므로, 만약 한 사람이 손바닥으로 모기를 때려잡은 후 손에 상처가 날 경우, 이론상으로는 HIV가 모기를 통해 전파될 수 있다. 그러나 이와 같은 전파 위험은 매우 낮으며, 이러한 방식으로 전파가 일어난 사례는 확인되지 않았다.

### 오해: HIV는 체외에서 짧은 시간 동안만 산다.
HIV는 상온(섭씨 20~25) 조건 하에서 건조한 경우(바이러스 초기 농도가 매우 높은 경우)에 체외에서 몇 시간 동안 생존할 수 있다. 그리고 습한 경우(주사기/바늘 속에 있는 경우)에는 몇 주 동안 생존 가능하다. 그러나 체액에 존재하는 바이러스가 체외로 나온 경우에는 오랜 기간 동안 생존하지 못한다. 건조한 상황에서는 일반적으로 몇 분 정도만 살 수 있다.

### 오해: 동성애 남자와 약물 사용자만 HIV에 감염될 수 있다.
HIV는 성교 상대방이 HIV에 감염된 경우, 한 사람에게서 다른 사람에게로 전파될 수 있다. 미국의 경우, HIV 감염의 주요 경로는 동성간에 이뤄지는 항문성교이지만, 여성이 감염되는 경우에는 이성 간의 접촉이 주요 경로이다. 항문성교(삽입을 당하는 사람의 성별과 관계 없이)가 다른 성적 행위에 비해 감염을 일으킬 위험이 가장 높지만, 개인 간에 일어나는 대부분의 침투성의 성적 행위 또한 일정 정도의 감염 전파의 위험을 지니고 있다. 적절히 콘돔을 사용하는 것은 감염의 위험을 줄일 수 있다.

### 오해: HIV에 감염된 여성은 임신할 수 없다.
여성이 HIV에 감염되더라도 임신이 가능하다. 그러나 HIV 질병 말기인 경우에는 임신한 여성은 유산할 확률이 높다. 일반적으로 HIV가 아직 태어나지 않은 아이에게 전파될 확률(수직감염)은 15~30% 정도이다. 그러나 감염자가 의료 가이드라인을 잘 따른다면 HIV가 수직감염될 확률을 2~3%로 낮출 수 있다.

### 오해: HIV는 에이즈를 유발하는 원인이 될 수 없다. 왜냐하면 바이러스가 침입하였을 때 인체에서 바이러스에 대항하는 항체 반응이 활발히 일어나기 때문이다.
이와 같은 오해는 HIV 이외에 여러 바이러스가 면역 반응이 나타난 이후에도 질병을 유발할 수 있다는(병원성을 띤다는) 점을 간과하고 있다. 홍역 바이러스는 뇌 세포에서 수년 간 생존 가능하며 이 바이러스에 대한 항체가 존재함에도 불구하고 만성적인 뇌 질환을 유발할 수 있다. 사이토메갈로바이러스(Cytomegalovirus), 헤르페스 심플렉스 바이러스(Herpes simplex virus), 수두대상포진바이러스(Varicella zoster)와 같은 바이러스는 이에 대한 항체가 충분히 존재함에도 불구하고 수년 간의 잠복기 이후에 활성화될 수 있다. 다른 동물의 경우, 다양한 기간의 잠복기를 가진 HIV와 유사한 바이러스(예를 들어 양에서의 visna virus)는 항체가 생성된 이후에도 중추신경계를 손상시킬 수 있다.
HIV는 숙주의 계속되는 면역 반응을 회피할 수 있도록 변이하는 능력이 있음이 잘 알려져 있다.

### 오해: 오직 적은 수의 CD4+ T 세포만이 HIV에 감염되므로 전체 면역 체계가 크게 손상되지 않는다.
대부분의 경우 HIV에 감염된 CD4+ T 세포의 수는 결코 높지 않지만(오로지 적은 수의 활성화된 세포가 감염의 이상적인 표적이다.), 여러 연구진들은 질병이 진행되는 동안 감염된 세포가 사멸하는 것과 새로운 표적 세포가 감염되는 것이 매우 빠른 속도로 일어나고 있음을 보여주었다. CD4+ T 세포 이외에도 대식세포 등 다른 종류의 세포들 또한 HIV에 감염될 수 있으며 바이러스의 저장소 역할을 할 수 있다.
뿐만 아니라, 다른 바이러스와 같이 HIV 또한 특정 단백질을 분비하여 면역체계를 억제할 수 있다. 예를 들어, HIV 외피 단백질인 gp120은 바이러스 입자에서 돌출되어 감염되지 않은 T 세포의 CD4 수용체와 결합한다. 이러한 결합은 신호 전달 수용체의 정상적인 기능을 방해한다. 또다른 HIV 단백질인 Tat가 T 세포의 활성을 억제할 수 있음이 밝혀졌다.
감염된 림프구는 Fas 리간드를 발현한다. Fas 리간드는 세포 표면 단백질로 주변에 존재하는 Fas 수용체를 발현한 감염되지 않은 T 세포의 사멸을 유도한다. "Bystander killing"이라고 불리는 이러한 효과는 바이러스에 감염된 세포가 매우 적더라도 면역에 관여하는 세포들의 사멸을 일으킴으로써 면역 체계에 매우 큰 위해가 가해질 수 있음을 보여준다.

## HIV/AIDS의 역사

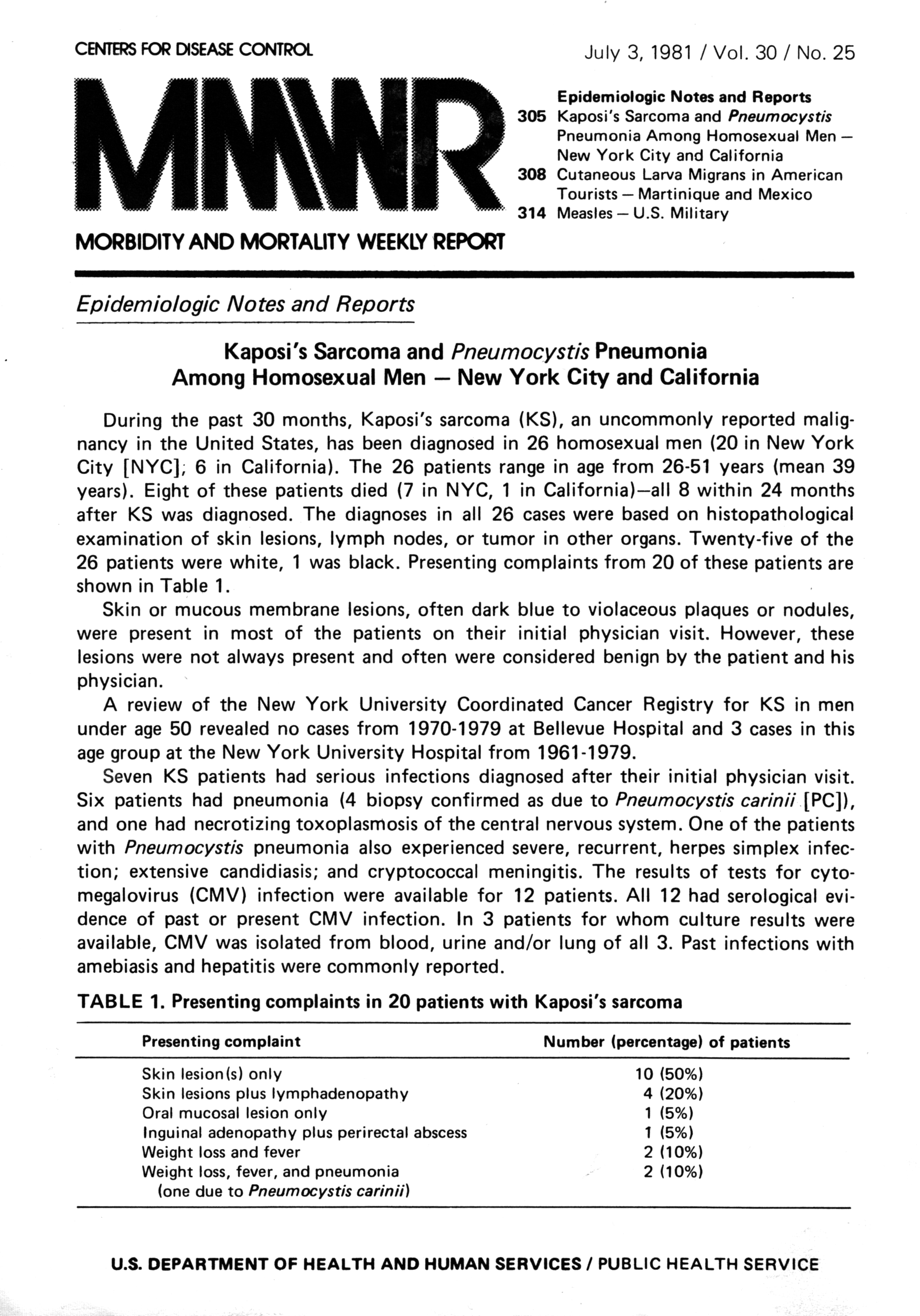
1981년 7월 3일자 MMWR의 표지. 이후 AIDS/HIV로 알려진 질병에 관하여 공표된 첫 번째 주요 정보

1960년대 초기에 콩고민주공화국에서 일할 때 HIV에 감염된 아이티 이민자 또는 이 기간 동안 그곳에서 일한 또다른 사람으로부터 HIV가 북아메리카로 유입되었다는 것이 현재의 공통된 견해이다. 1981년 6월 5일에 미국 질병통제예방센터(CDC; Centers for Disease Control and Prevention)는 Los Angeles에서 5명의 건강한 동성애 남자들이 Pneumocystis carnii pneumonia(PCP)라는 드문 폐 감염이 일어난 사례를 다룬 Morbidity and Mortality Weekly Report(MMWR)을 출간하였다. 이 판본은 이후에 북아메리카에서 에이즈 유행병(epidemic)을 다룬 MMWR의 첫 번째 공식 보고서가 된다. 그해 말까지 총 누적 337건의 심각한 면역 결핍 사례가 보고되었고, 337명 중 130명이 사망하였다. 1982년 9월 24일에 미국 질병통제예방센터에서는 에이즈(AIDS; Acquired Immune Deficiency Syndrome)라는 용어를 처음으로 사용하였고 에이즈의 첫 번째 정의를 발표하였다. 이 정의에 따르면 에이즈는 "적어도 세포 매개 면역에 결함으로 인해 예상되는 질환으로, 그 질환에 대한 줄어든 저항성을 가진 사례가 알려지지 않은 사람에게서 발생"한다. 1983년 3월 4일자 Morbidity and Mortality Weekly Report(MMWR)에서는 여러 성교 상대를 가진 동성애 남자, 약물을 주사로 주입하는 약물 사용자, 아이티인, 혈우병 환자(hemophiliacs)에게서 대부분의 에이즈 사례가 발생하였음을 보고하였다. 이 보고는 에이즈가 성적 활동 또는 혈액에 노출되는 경로를 통해 전파될 수 있는 감염성 물질에 의해 발생할 수 있음을 시사하고 있으며, 전파의 차단을 권고하였다. 대부분의 HIV/AIDS는 동성애 남자에게서 발견되었음에도 불구하고, 1983년 1월 7일에 미국 질병통제예방센터에서는 에이즈를 가진 남성의 여성 성교 상대방에게서 에이즈가 발생한 사례를 보고하였다. 1984년에는 과학자들이 에이즈를 일으키는 바이러스를 확인하였고, 그 바이러스 종에 의해 영향을 받는 T 세포를 따라 첫 이름이 지어진 후, 이후에 인간면역결핍바이러스(HIV; Human Immunodeficiency Virus)로 불리게 되었다.

### 오해: 에이즈의 기원은 사람과 원숭이 사이의 성교이다.
HIV는 침팬지와 아프리카 원숭이에게서만 발견할 수 있는 질병을 일으키는 원숭이면역결핍바이러스(SIV: imian immunodeficiency virus)의 변이형일 확률이 매우 높지만, 성교는 종 사이에 질병이 전파되는 현상(인수공통감염병)을 설명하는 데 있어 높은 설득력을 지니지 않는다. 특히, 원숭이면역결핍바이러스를 지닌 아프리카 침팬지와 원숭이가 종종 먹이감으로 사냥되기도 하며, 역학자들 또한 에이즈의 기원이 원숭이면역결핍바이러스에 감염된 원숭이의 혈액과 접촉한 사냥꾼들이라고 이론화하고 있다. 인간이 HIV에 감염된 첫 사례는 1959년에 콩고민주공화국에서 죽은 사람이 해당하며, 최근 한 연구는 분자 시계 방식을 사용하여 HIV와 SIV의 최근 공통 조상이 1884년에서 1914년 사이라고 추정하였다.
미국 테네시주 상원의원인 Stacy Campfield는 2012년에 에이즈가 사람과 원숭이 간의 성교로 인해 발생하였다는 발언을 하여 논란의 불러일으켰다.

### 오해: Gaëtan Dugas는 환자 0(숫자 영)이다.
캐나다의 승무원인 Gaëtan Dugas는 HIV/AIDS 유행병의 "환자 0"로 불리어 왔다. "환자 0"라는 것은 미국에서 발생한 HIV/AIDS의 첫 번째 사례라는 의미이다. 사실 "환자 0"라는 별칭은 Dugas를 "환자 O(영문자 O)로 지칭한 1984년 연구를 잘못 해석한 데에서 기인한다. 이 보고서에서 O의 의미는 "캘리포니아로부터(Out of California)"를 뜻한다. 2016년 네이처(Nature)지에 발표된 연구에서는 "[Dugas]가 미국의 주요 사례 또는 아형 B(subtype B)라는 생물학적, 역사적 증거를 발견하지 못했다"고 하였다.

## 에이즈 부정

### 오해: 아프리카에 에이즈는 없다. 에이즈는 단지 이전 질병을 지칭하는 새로운 이름에 지나지 않는다.
아프리카에서 에이즈와 연관된 질병(예를 들어 악액질(cachexia), 설사(diarrheal diseases), 결핵(tuberculosis))은 오래 전부터 아프리카에 큰 부담을 주었다. 그러나 이러한 질환으로 인한 매우 높은 사망률은 이전에는 노인과 영양실조자들에게 국한되었지만, 지금은 HIV에 감염된 젊은 중년층에게까지 적용되고 있으며 그중에는 교육 수준이 높은 중산층도 포함되어 있다.
예를 들어, 코트디부아르를 대상으로 한 연구에 따르면 HIV-혈청 양성 개인이 폐 결핵을 동반할 경우 HIV-혈청 음성 개인이 폐 결핵을 동반하는 경우에 비하여 6개월 이내에 사망할 확률이 17배 높다고 한다. 말라위의 경우, 아동에게 권고되는 백신을 맞고 태어나고 나서 1년 이상 생존한 아이들 중에서 생후 3년 이내에 사망할 확률은 HIV-혈청 양성 아동들이 HIV-혈청 음성 아동들에 비해 9.5배 높다고 한다. 주요 사망 원인은 소모병과 호흡 질환이다. 다른 아프리카 국가들에서도 비슷한 결과가 나타난다.

### 오해: HIV는 에이즈의 원인이 아니다.
HIV가 에이즈의 원인이라는 점이 과학계에서 광범위하게 인정되고 있지만, 이러한 견해를 부정하는 사람들도 있다.
HIV 질병의 발병기전에 대해서 많은 부분이 알려져 있지만 여전히 중요한 세부사항들은 더 명확히 밝혀져야 한다. 그러나 한 질병에 대한 원인을 알기 위해서 반드시 그 질환의 발병기전에 대해 완전히 이해해야 하는 것은 아니다. 많은 감염성 병원체들은 발병 기전에 대해 명확하게 밝혀지기 훨씬 이전부터 그들이 유발하는 질병과 연관되어 왔다. 적합한 동물 모델이 없는 경우에 발병 기전을 연구하는 것이 매우 어렵기 때문에 결핵과 B형 간염을 포함한 많은 질병들의 발병기전은 아직 불명확하다. 그러나 질병을 유발하는 병원체들은 매우 잘 확립되어 있다.

### 오해: HIV가 아닌 AZT(아지도티미딘)과 다른 항바이러스 약물이 에이즈를 유발한다.
1987년 AZT(아지도티미딘 Azidothymidine)이 허가 되기 전까지 절대 다수의 에이즈 환자들은 항바이러스 약물을 복용하지 않았다. 오늘날에도 개발도상국에서는 매우 적은 수의 에이즈환자들만이 이러한 약을 사용할 수 있다.
1980년대에 에이즈 환자들을 대상으로 임상시험을 시행한 결과, AZT 단일제제를 복용한 환자들이 위약을 복용한 환자들에 비해 더 오래 생존하는 것이 밝혀졌다. 아직 에이즈로까지 발전하지 않은 HIV 감염 환자들을 대상으로 시행한 임상시험에서는 AZT 단일제제를 복용한 환자들이 위약을 복용한 환자들에 비해 1년에서 2년 정도 후에 에이즈 관련 질병이 발현되는 것을 확인하였다. 임상시험에서 AZT를 복용한 경우 에이즈 사례와 이로 인한 사망이 감소한 결과는 AZT가 에이즈를 유발한다는 주장을 효과적으로 반박한다.
이어진 임상시험에서 2개의 약물을 복용하는 이중요법을 시행한 환자들의 경우 하나의 약물만 복용한 환자들에 비해 에이즈로의 진행과 생존율이 50% 향상되는 것이 밝혀졌다. 최근 임상시험 결과에 따르면 3개의 약물을 복용하는 삼제요법을 시행한 환자들의 경우 이중요법을 시행한 환자에 비해 에이즈로의 진행과 생존율이 50~80% 향상되는 것이 밝혀졌다. 항 HIV 복합 치료법은 에이즈의 발생과 에이즈로 인한 사망을 극적으로 감소시키는 데 큰 역할을 한다. 이와 같은 효과들은 만약 항바이러스제가 에이즈를 유발한다면 결코 일어날 수 없다.

### 오해: HIV가 아닌 기분전환용마약남용 또는 여러 사람과의 성교와 같은 행동 요인들이 에이즈를 일으킨다.
여러 사람과의 성교 또는 장기간의 기분전환용 마약 사용과 같은 행동 요인들이 에이즈를 일으킨다는 주장이 수년간 존재하였다. 폐포자충폐렴(PCP: Pneumocystis carinii pneumonia)과 같은 드문 기회 감염이 발생하는 것을 특징으로 하는 에이즈는 이전에는 알려지지 않은 인간 레트로바이러스(retrovirus)인 HIV가 지역사회를 통해 퍼지기 전까지는 미국에서 발생하지 않았다.
행동 요인이 에이즈의 원인이라는 주장이 잘못되었다는 증거는 다음의 여러 연구들에서 찾을 수 있다. 동성애 남자를 오랜 기간 코호트 연구한 최근의 여러 연구들에 따르면 에이즈는 HIV 혈청 양성이 남자들에게만 발생하였다. 예를 들어, 캐나다의 브리티시 컬럼비아주(British Columbia) 벤쿠버(Vancouver)에서 이뤄진 전향적 코호트 연구에서는 715명의 동성애 남자를 8.6년(관찰 기간의 중앙값) 동안 추적 관찰하였다. 이 연구에 따르면 365명의 HIV 양성 감염자 중에서 136명이 에이즈로 발전하였다. 반면, 350명의 HIV 혈청 음성 동성애 남자 중에서는 아무도 에이즈로 정의될 수 있는 질병을 나타내지 않았다. 특히 HIV 혈청 음성 동성애 남자 중에는 nitrate inhalants(포퍼, poppers)나 다른 기분전환용 먀약을 사용한 사람, 또는 자주 수용성 항문 성교를 행한 사람도 있었는데도 말이다.
또 다른 연구는 동성애 남자와 주사용 마약 사용자 중에서 에이즈를 유발하는 면역결핍(진행성의 지속적인 CD4+ T 세포의 소실)이 매우 드물게 나타났음을 보여준다. 예를 들어, 2713명의 HIV 혈청 음성 동성애 남자를 대상으로 한 다기관 에이즈 코호트 연구에서는 오직 단 한 명의 참여자만이 혈청 내 CD4+ T 세포수가 지속적으로 300 cell/µl 이하였다. 이 사람은 면역억제 치료를 받았다.
뉴욕시에서 229명의 HIV 혈청 음성, 주사용 마약 사용자를 대상으로 수행한 연구에서는 참여자의 평균 혈청 CD4+ T 세포수는 지속적으로 1000 cell/µl였다. 오직 두 명의 사람만이 혈청 CD4+ T세포수가 300 cell/µl 이하를 기록하였으며, 이 중 한 명은 심장 질환과 비호지킨 림프종(non-Hodgkin's lymphoma)로 사망하였다.

### 오해: 수혈로 인해 발생한 에이즈는 HIV 때문이 아닌, 수혈을 받도록 한 기저질환 때문에 발생하였다.
이 오해는 Transfusion Safety Study Group(TSSG)의 리포트가 반박한다. 이 리포트에서는 유사한 질환으로 이전에 수혈을 받은 HIV 음성자와 HIV 양성자를 비교하였다. 수혈을 받고 약 3년이 지난 후에 64명의 HIV 음성자의 평균 CD4+ T세포수는 850 cell/µl였으나, 111명의 HIV 혈청양성자의 평균 CD4+ T세포수는 375cell/µl였다. 1993년까지 HIV 감염군에서 37건의 에이즈가 있었으나, HIV 혈청 음성 수혈자 중에서는 에이즈 연관 질병이 단 한 것도 보고되지 않았다.

### 오해: 혈우병에서 HIV가 아닌 응고인자 농축액의 빈번한 사용이 CD4+ T 세포 결핍과 에이즈를 일으킨다.
이러한 오해는 여러 연구를 통해 반박된다. 예를 들어, HIV 혈청 음성이면서 혈우병 A 환자들이 Transfusion Safety Study에 참여하였는데, 이 환자들 중 79명은 응고인자 치료를 받지 않거나 또는 받더라도 최소로 받았다. 반면, 52명은 평생 동안 다수의 응고인자 치료를 받았다. 연구 결과 어떠한 그룹에서도 CD4+ T세포수의 유의할만한 변화가 관찰되지 않았다. 두 그룹의 환자들의 CD4+ T세포수는 정상범위에 속했다. Transfusion Safety Study의 또다른 리포트에 따르면 응고인자 치료를 받은 402명의 HIV 혈청 음성 혈우병 환자 중에서 어느 누구도 에이즈 연관 질병을 나타내지 않았다.
영국에서의 코호트 연구에서는 연구자들은 17명의 HIV 혈청 양성 혈우병 환자와 17명의 혈청 음성 혈우병 환자들을 짝지어 응고인자 농축액을 10년 이상 사용하였을 때 어떠한 결과가 나타나는지를 관찰하였다. 이 기간 동안 16건의 에이즈 연관 질병이 9명의 환자에게서 발생하였는데, 9명 모두 HIV 양성 환자였다. HIV 음성 환자에게서는 에이즈 연관 질병이 단 한 건도 발생하지 않았다. 평균 CD4+ T 세포수를 관찰한 결과, HIV 혈청 양성 환자가 HIV 음성 환자보다 평균적으로 500 cells/µl 정도 낮았다.
Transfusion Safety Study 조사관들은 HIV에 감염된 혈우병 환자를 대상으로 하여 낮은 순도 또는 중간 정도 순도의 응고인자 농축액을 사용하는 것이 CD4+ T 세포수에 어떤 영향을 주는지 조사하였다. 연구 결과 낮은 순도 또는 중간 정도 순도의 응고인자 농축액의 사용은 CD4+ T세포수의 감소를 촉진하지 않았다. 이와 마찬가지로, 다기관 혈우병 코호트 연구에서는 HIV 감염 혈우병 환자들에게서 축적된 혈장 농축액의 양과 에이즈 발병 간에 연관성을 찾을 수 없다고 하였다.

### 오해: 에이즈의 분포 상황은 HIV가 에이즈의 원인이라는 것에 의문을 제기한다. HIV 바이러스는 성별 특이적이지는 않지만, 여성이 에이즈에 걸린 경우는 남성에 비해 매우 적다.
미국 또는 세계의 어느 곳에서든 에이즈의 분포 상황은 해당 지역의 인구에서 HIV가 얼마나 퍼져있는지를 나타낸다. 미국의 경우, HIV는 주사용 마약을 사용하는 사람(대부분은 남성)과 동성애 남자 사이에서 처음 나타났다. HIV는 콘돔과 같은 적절한 보호기구를 사용하지 않은 성교, HIV에 오염된 주사바늘의 사용, 마약 용액의 교차감염, 정맥주사용 마약을 사용하는 동안 감염된 혈액 등을 통해 전파되었다. 이러한 행동들은 남성들이 주로 행하게 된다. 서양 남성들은 서양 여성에 비해 불법 마약을 정맥으로 투여하는 경우가 더 빈번하며, 남성들은 콘돔을 사용하지 않는 항문 성교와 같은 매우 위험한 성적 행동을 행할 확률이 더 높다. 이러한 사실들을 고려할 때 미국에서 대부분의 에이즈가 남성에서 일어난 것은 놀라운 일이 아니다.
하지만 미국에서 점점 더 많은 여성들이 에이즈에 감염되고 있다. 여성들이 주로 HIV에 감염된 주사바늘을 교환 사용하거나 또는 HIV에 감염된 남성과 성교를 통해 HIV에 감염된다. 미국 질병통제예방센터가 추정한 바에 따르면 1998년 신규 에이즈 감염의 30%가 여성에게 발생하였다. 미국에서 HIV에 감염된 여성 환자가 증가하면서 여성 에이즈 환자의 수 또한 함께 증가하였다. 1998년 미국 질병통제예방센터에 보고된 성인/청소년 에이즈 사례의 대략 23%가 여성이었다. 1998년에 에이즈는 미국 25~44세 여성의 다섯 번째 주요 사망 원인이었으며, 같은 연령대의 아프리카계 미국 여성에서는 세 번째 주요 사망 원인이었다.
아프리카에서는 HIV가 성적으로 활발한 이성애자들에게서 처음 발견되었고, 아프리카에서 에이즈 사례는 여성도 남성 못지 않게 빈번히 발생하고 있다. 전 세계를 기준으로 할 때, 남성과 여성 간에 HIV 감염과 에이즈의 분포 상황 비율은 대략 1 대 1이다. 사하라 사막 남쪽 아프리카 국가의 경우, HIV에 감염된 15~24세 환자들 중 3/4가 여성이며, 15~24세 젊은 여성은 같은 연령대의 남성들보다 에이즈에 감염될 확률이 3배 이상 높다.

### 오해: HIV는 에이즈를 일으키지 않는다. 왜냐하면 HIV에 감염된 많은 사람들이 에이즈로까지 발전하지 않기 때문이다.
HIV에 감염된 환자는 장기간 동안 다양한 과정을 겪는다. 혈청전환의 정확한 날짜를 알지 못하는 동성애 남자들을 전향적으로 관찰한 연구에 따르면 선진국에서 HIV에 감염된 후 임상적으로 명확히 질병이 발생하기까지의 평균적인 기간은 대략 10년이다. 즉, HIV에 감염된 이후 평균적으로 10년이 지나면 에이즈 연관 질병이 발생한다는 것이다. HIV에 감염된 피를 수혈받은 사람, 주사용 마약을 통해 감염된 사람, 성인 혈우병 환자들 또한 비슷한 기간의 무증상기를 가진다.
다른 질병과 마찬가지로, 다양한 요인들이 HIV 질환의 경과에 영향을 미친다. 영향을 미치는 요인들은 다음과 같다. 나이, 개인 간 유전적 차이, 바이러스 독성의 개인 간 차이 뿐만 아니라 다른 미생물과의 공통 감염과 같은 외부적인 영향 또한 HIV 질병이 발현되는 속도와 질병의 심각함을 결정하는 데 영향을 준다. 이와 유사한 경우는 B형 간염 바이러스에 감염된 환자에서 찾을 수 있는데, B형 간염 바이러스에 감염된 사람 중 일부는 증상을 나타내지 않거나 나타내더라도 황달과 같은 경미한 증상을 보이지만, 또 다른 감염자들은 만성적인 간 염증, 간 경화, 간암과 같은 증상을 나타낸다. 공통 요인은 아마도 왜 흡연자 중 일부는 폐암을 겪지만 다른 일부는 그렇지 않은지를 결정할 것이다.
오해 : HIV는 에이즈의 원인이 아니다. 왜냐하면 에이즈 연관 증상을 나타내지만 HIV에 감염되지 않은 사람들도 있기 때문이다.
많은 에이즈 증상은 심각한 면역억제와 관련된 기회감염 및 암의 발생으로 인해 나타난다.
그러나 면역억제는 다른 많은 원인으로 인해서도 나타날 수 있다. 장기이식 거부반응을 억제하거나 자가면역질환을 치료하기 위해 글루코코르티코이드(glucocorticoids) 또는 면역억제 약물(면역억제제)을 복용하는 사람은 일반적이지 않은 병원체에 감염되기 쉽다. 또한 유전적 조건, 심각한 영양결핍, 특정한 암도 한 개인이 병원체에 감염될 확률을 증가시킨다. 각각의 사례들이 면역억제를 얼마만큼 증가시켰는가에 관한 증거는 없지만, 많은 수의 역학 증거들이 HIV 감염된 개인들에게서 면역억제 사례가 매우 많이 증가함을 보여주고 있다.

### 오해: 에이즈가 나타내는 스펙트럼은 에이즈가 실제로는 HIV에 의해서 유발되는 것이 아니라, 여러 질환을 총칭하는 것이라는 것을 증명한다.

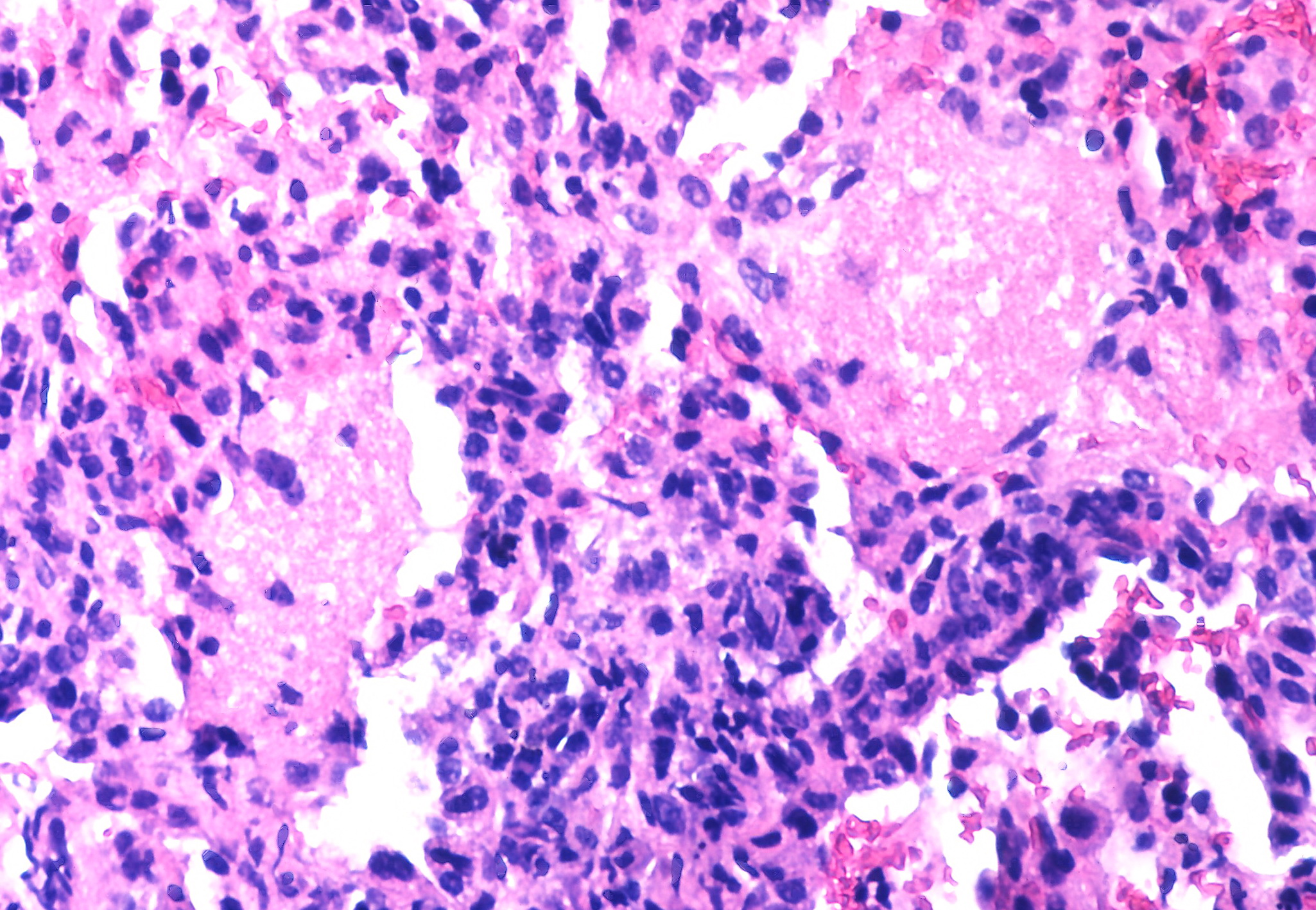
폐포자충폐령(Pneumocystis jiroveci pneumonia)

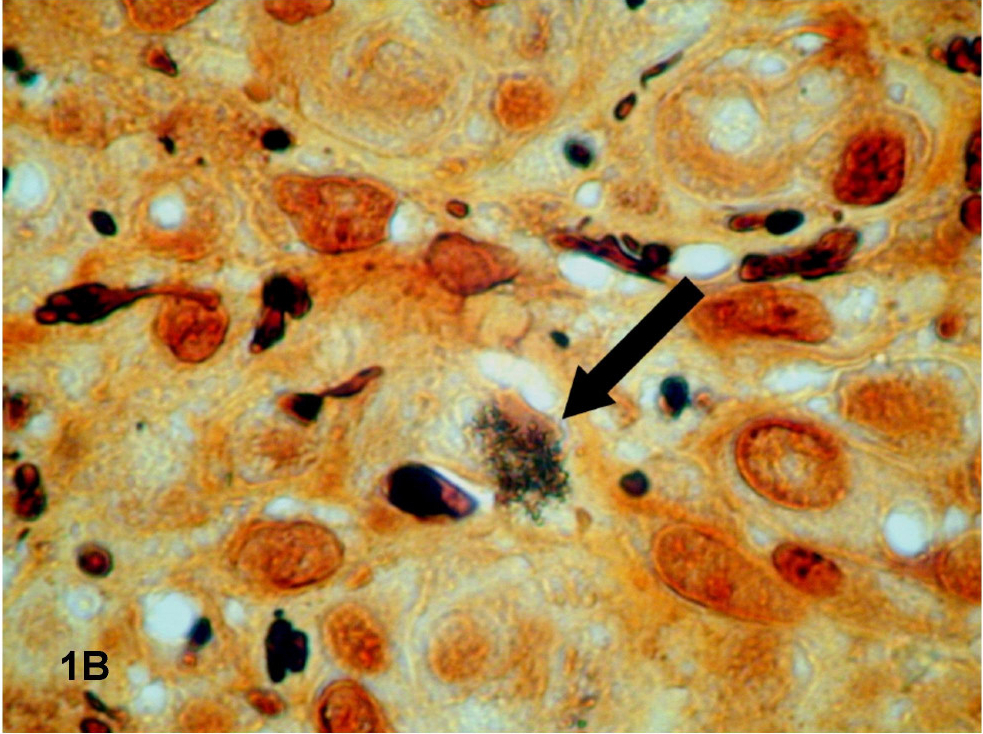
미코박테륨 아비움 복합체(Mycobacterium avium complex)

폐포자충폐렴(PCP: Pneumocystis jiroveci pneumonia) 또는 미코박테륨 아비움 복합체(MAC: Mycobacterium avium complex)와 같은 에이즈와 연관된 질환은 HIV가 직접적으로 유발하지는 않는다. 그러나 이러한 질환은 HIV에 의한 면역억제로 인해 나타난다. HIV에 감염된 사람이 면역체계가 약화되어 있을 때, 그 사람은 지역사회에 일반적으로 존재하는 특정한 바이러스, 균류, 세균 감염에 취약하게 된다. 예를 들어, 미국 중서부지방에서 HIV에 감염된 사람은 뉴욕시에서의 감염자보다 균류에 의해 유발되는 히스토플라스마증(histoplasmosis)을 앓을 확률이 더 높다. 아프리카에 거주하는 사람은 미국에 거주하는 사람과 다른 병원체에 주로 노출된다. 아이들의 경우, 성인과는 다른 감염성 병원체에 주로 노출된다.
HIV는 에이즈라고 불리는 질병 상태의 기저 원인이다. 그러나 에이즈 환자에게서 나타나는 추가적인 상태는 그 환자가 살고 있는 환경에서 노출되는 병원체에 의해 결정된다.

### 오해: 에이즈는 보완치료 또는 대체치료로 예방될 수 있다.
많은 HIV 감염자들, 특히 일반적인 치료법이 널리 행해지지 않는 곳에 사는 감염자들은 전통 치료와 같은 보완치료 또는 대체치료를 시도한다. 그러나 대다수의 과학적으로 조사된 연구들은 그러한 치료가 HIV 증상의 심각함 또는 기간과 같은 결과에 아무런 영향도 미치지 않거나 부정적인 영향을 미친다고 지적한다. 또한 정신적인 건강에는 긍정적인 영향과 부정적인 영향이 혼재되어 있다고 한다. 어떠한 대체치료는 일반적인 치료의 효과를 방해할 수 있기 때문에 환자들이 대체치료를 시작하기 전에 의사와 같이 그들의 건강을 돌보는 사람들에게 이를 미리 알리는 것이 중요하다.

## 같이 보기
- 세이프 섹스
- HIV/AIDS 예방